# José Carreras
José Carreras, egentligen Josep Carreras i Coll, född 5 december 1946 i Barcelona, är en spansk (katalansk) tenor.

## Biografi
Redan som barn medverkade Carreras i ett framförande av Manuel de Fallas Mäster Pedros marionetter men han debuterade officiellt 1969 som Flavio i Norma i födelsestaden Barcelona. Efter att han sjungit tillsammans med sopranen Montserrat Caballé stödde hon hans karriär, och från ungefär 1970 firade han triumfer på operahusen Metropolitan i New York i USA, La Scala i Milano i Italien och Covent Garden i London i Storbritannien i det italienska facket som Cavaradossi i Tosca respektive Rodolfo i La Bohème av Puccini och Nemorino i Kärleksdrycken av Donizetti. Till hans stora succéer på 1980-talet räknas Calaf i Turandot av Puccini och Andrea Chénier av Giordano. Carreras betyder karriär/tävling. 
1987 insjuknade Carreras i leukemi under en filminspelning av La Bohème i Paris men kom överraskande tillbaka 1988. Sedan dess har kampen mot leukemi blivit ett av hans viktigaste mål, och den 14 juli 1988 grundade han The José Carreras International Leukaemia Foundation.
Han är för en stor publik känd som en av ”de tre tenorerna” – de andra två är Plácido Domingo och Luciano Pavarotti.
Carreras har gästspelat tre gånger på Operan i Stockholm, vid samtliga tillfällen som Cavaradossi i Puccinis Tosca. 1983 sjöng han två föreställningar av La Boheme på Stockholmsoperan.